# Cratere Kertész
Kertész  è un cratere sulla superficie di Mercurio.